# 孙邕
孙邕（2世纪—3世纪），字宗儒，三国时期曹魏官员。济南人。
年轻时侍奉道人王和平，光和年间随他到京师。王和平病故，孙邕葬他于东陶。王和平有书百余卷，药数囊，都送给孙邕。后王和平弟子夏荣说王和平尸体分解，孙邕后悔没取走王和平的宝书仙药。后来魏文帝曹丕曾著文论及此事。
孙邕曾丧妻，任侍郎时，曹丕曾赐桓阶年轻有国色的遗孀伏氏为孙邕继妻，孙邕不喜欢伏氏却又不敢抗命，在中女孙氏建议下以与桓阶同僚为由推辞，文帝下诏嘉奖。
黄初年间曾任渤海太守，在任十余年。
黄初六年（225年）正月，曹丕伐吴回师，屯陈留郡界。孙邕时任陈留太守，见驾，拜访治书执法鲍勋。时营垒未成，只立了标记，孙邕邪行不从正道，军营令史刘曜欲弹劾，鲍勋因堑垒未成没有处理。大军回到洛阳，刘曜获罪，鲍勋奏请罢黜他，刘曜秘密上表鲍勋出于私心袒护孙邕。鲍勋因而获罪被诛。
景初元年（237年），侍中卢毓被任为吏部尚书，魏明帝让卢毓自己选择代任者，说：“要如卿那样的才可以。”卢毓举荐常侍郑冲，明帝要他另外举荐自己未曾听闻的人。于是卢毓举荐阮武、孙邕，明帝于是用孙邕为侍中。之前孙氏曾说卢毓必定不会忘记父亲，果然如此。
正始二年（241年），孙邕与太仆陶丘一、永宁卫尉孟观、中书侍郎王基推荐管宁。
后又代卢毓为吏部尚书。不久加光禄大夫，领太史令，封关内侯。孙邕与时任光禄大夫郑冲、散骑常侍中领军安乡亭侯曹羲、侍中荀顗、尚书驸马都尉关内侯何晏共同收集《论语》较好的诸家训注，写成《论语集解》后奏于朝廷，流传下来。司马师上奏郭太后废黜曹芳时，孙邕有署名。
孙邕最终封建德亭侯。